# Β-酮戊酸
β-酮戊酸（英語：或称为3-氧代戊酸 ）是一种五碳酮体，在人体代谢中由肝脏中的奇数碳脂肪酸组成，并能迅速进入大脑。
与四碳酮体相反，β-酮戊酸可参与回补反应，即可以补充三羧酸循环]的中间产物。三庚酸甘油酯用于临床生产β-酮戊酸。